# Notophysis
Notophysis es un género de escarabajos longicornios de la tribu Cacoscelini.

## Especies
- Notophysis caffra (Audinet-Serville, 1832)
- Notophysis cloetensi Lameere, 1903
- Notophysis folchinii Lameere, 1914
- Notophysis forcipata (Harold, 1878)
- Notophysis johnstoni Lameere, 1903
- Notophysis laevis (Jordan, 1894)
- Notophysis lucanoides Audinet-Serville, 1832
- Notophysis noellae Bouyer, 2016
- Notophysis stuhlmanni (Kolbe, 1894)